# Liganete
Liganete é uma espécie de tecido de malha que é bastante maleável e confortável. Por causa desta característica, é muito utilizado na confecção de diversos tipos de roupas - em especial de lingeries. É, também, utilizado no circo, quando da prática de acrobacias.